# Stolnica sv. Petra, Poitiers
Stolnica sv. Petra v Poitiersu v francoskem departmaju Vienne (Regja Nova Akvitanija) je sedež škofa Poitiersa. Večinoma gotska stolnica, zgrajena med letoma 1166 in 1271, razen stolpov iz 15. stoletja, je precejšnjih razsežnosti in stoji v središču mesta. V neposredni bližini je  Krstilnica sv. Janeza Krstnika.

## Zgodovina
Ko se je začela gradnja stolnice, je imela škofija Poitiers okrog 1200 župnij. Takrat je bila Eleonora Akvitanska stara 44 let in je bila več kot desetletje angleška kraljica. V letu, ko je bil položen temeljni kamen, je rodila svojega 10. otroka Ivana Brez dežele in živela na svojem gradu v Poitiersu, ki ga je razvila v središče dvornega življenja.

## Arhitektura
Cerkev je odličen primer dvoranske cerkve anžujske gotike. Gradnja se je verjetno začela leta 1162, kot običajno s korom, nadaljevala s transeptom in ladjo ter končala v 2. tretjini 13. stoletja z zahodno fasado. Zahodni stolpi niso bili dokončani pred začetkom 16. stoletja.
Različne gradbene akcije so jasno vidne tako od zunaj kot znotraj stolnice. Prvi oboki obeh skrajno vzhodnih obočnih pol in južnega kraka transepta so podloženi z debelimi prečnimi rebri. Tako kot pri ambulatoriju cerkve samostana Saint-Denis, izhodišču tehnike gotskega obokanja, so bili opuščeni dekorativni, a statično nepomembni sklepniki. Bolj proti zahodu je napredovala gradnja, bolj fina so postajala obočna rebra, zasnova stranskega zidu pa je dobivala obliko visoke gotike. Ravni vzhodni konec je mogoče razumeti kot izraz pripadnosti mesta in stolnice Anžujskemu kraljestvu, ki je bilo povezano z angleško krono. Gotske oblike so bile sprejete v angleški cerkveni gradnji približno ob istem času, ne pa tudi ambulatorij.
Zahodna fasada je večinoma iz druge tretjine 13. stoletja. Trije zahodni portali s svojim timpanonom spominjajo na velike stolnice kapetinske kronske dežele Île-de-France in njene okolice. Sistem treh portalov je bil pričakovan že s slepimi arkadami romanske samostanske cerkve Notre-Dame-la-Grande v Poitiersu, dokončane leta 1150. Obokane plošče zahodne fasade stolnice sv. Petra prikazujejo Vstajenje mrtvih na srednjem portalu v spodnjem registru, nad njimi blažene in obsojene, na vrhu Jezusa kot sodnika sveta, na levem portalu Marijino vnebovzetje in Marijino kronanje, v desnem portalu Nejeverni Tomaž. Obleke so med francosko revolucijo izgubile svoje kipe. Ohranjena je veličastna rozeta nad portali.
Notranjost je značilna za Poitou kot dvorana, vendar je v svoji izvedbi z gotskimi oboki pomembna novost. Skladnost dvorane je veliko bolj impresivna kot banjasto obokane romanske stopničaste dvorane, ki so bile zgrajene od 11. stoletja. Poleg tega je ta dvorana stolnice z dolžino skoraj 100 metrov in višino 27 metrov bistveno večja od romanskih dvoran - in od mnogih bazilik.
Ker Henrik Lev in njegov privrženec Bernhard II. von Lippe večino svojega »angleškega« izgnanstva nista preživela v Angliji, ampak v anžujski zahodni Franciji, znani umetnostni zgodovinarji domnevajo, da ko je bila v Vestfaliji uvedena gotska dvoranska cerkev in, začenši od tam, v severni Nemčiji in v velikih delih srednje Evrope je navdihnila stolnica v Poitiersu.
V nasprotju z baziliko so ladje dvoranske cerkve enake ali skoraj enake višine, tako da je ena od značilnosti tega stavbnega tipa pomanjkanje venca: stranska stena osrednje ladje se dviga do polne višine do oboka. Svetloba ne prodira skozi samostojno okensko cono od zgoraj, kot to velja za izrazito dvignjeno osrednjo ladjo bazilike, temveč le od strani. V nasprotju z osno vezanostjo bazilike poševni pogledi pogosto povzročijo najlepše perspektive in popestritev prostora v dvorani.
Posebnost je stenski labirint s premerom skoraj enega metra, vklesan v južno stransko steno v tretjem traku srednje ladje v višini oči. Ni jasno, ali gre za načrt labirinta, ki je nekoč obstajal v tleh cerkve, a je bil izgubljen. V tem kontekstu je zanimiv podatek, da je bila tretja obočna pola pogosto izbrana za lokacijo talnega labirinta v drugih cerkvah.
- Tloris stolnice v Poitiersu
- Prerez stolnice v Poitiersu
- Zahodna fasada 1844, še brez atike

## Okna
Izrednega pomena so vitraži kora in transepta: večinoma izvirniki iz 12. in 13. stoletja.
Posebej omembe vredno je okno v apsidi, ki je datirano v drugo polovico 12. stoletja, kar ga uvršča med najzgodnejše ohranjene vitraže v Franciji in po različnih virih celo najzgodnejše ohranjeno krščanstvo. Za zgodnji čas nastanka je izjemen po velikosti (8,35 m × 3,10 m). Mojstrovina vitraža, po osrednjem motivu znana tudi kot okno s križanjem, je razdeljena na tri glavne registre, ki prikazujejo mučeništva soimenjaka cerkve Petra in Pavla od spodaj navzgor, nad njima pa Jezusa na križu. in na vrhu Gospodov vnebohod. Upodobljeno je tudi Kristusovo vstajenje (pod prizorom Križanja), prazen grob, na katerega kaže angel (levo), in ob vznožju kompozicije angleški kralj Henrik II. in njegova žena Eleonora Akvitanska.
Francoska država je financirala popolno obnovo mojstrovine, ki so jo decembra 2004 izvedli strokovnjaki iz delavnice Barthe-Bordeau. Stroški so znašali dobrih 170.000 evrov.

## Orgle
Stolnica sv. Petra ima ene najlepših orgel v Franciji. Izhajajo iz delavnice dvornega izdelovalca orgel Françoisa-Henrija Clicquota (1732-1790), ki je leta 1787 prejel ustrezno naročilo stolnega kapitlja. Šele leta 1791, leto po njegovi smrti, je instrument, ene od zadnjih dveh "velikih" francoskih orgel 18. stoletja v Franciji, zavzele svoje sedanje mesto v stolnici. Od leta 1908 so uvrščene na seznam zgodovinskih spomenikov, med letoma 1988 in 1994 pa so bile obnovljene na stroške francoske države. Trenutno sta titularna organista Jean-Baptiste Robin in Olivier Houette (2007).

## Oprema in stolnični zaklad
Korne klopi, za katere se domneva, da jih je daroval škof Jean de Melun (škof od 1235 do 1257), so med najstarejšimi ohranjenimi deli te vrste v Franciji, če ne, po drugih virih najstarejše. Samo 37 prvotnih klopi je ostalo na vsaki strani korne pregrade za kor. V visoki hrbtni (zadnji steni) so kraki vrste lokov okrašeni z izredno raznolikimi nabožnimi in profanimi motivi. Med drugim prikazujejo Devico, angele, živali, bajeslovna bitja in prizore iz vsakdanjega življenja.
Ostalo prej obstoječe cerkveno pohištvo je postalo žrtev uničujočih revolucionarjev v 18. stoletju. Po revoluciji so ga nadomestili s predmeti iz okoliških samostanov, uničenih med revolucijo. Baročni marmorni oltar (pozno 17. stoletje) v osrednji apsidi prihaja iz benediktinske opatije La Trinité, velika lesena oltarna slika (17. stoletje) v južnem transeptu iz dominikanskega samostana, tista v hrastovini (18. stoletje) iz severni krak transepta iz kapucinskega samostana, njegov tabernakelj (1700-1701) iz karmeličanskega samostana. Prižnica in spovednica (obe 18 st.), slike in kipi (16/17 st.) dopolnjujejo opremo stolnice.
V južnem fasadnem stolpu je razstavljena stolna zakladnica s kultnimi in umetniškimi predmeti (12./17. st.).